# Riu Millars

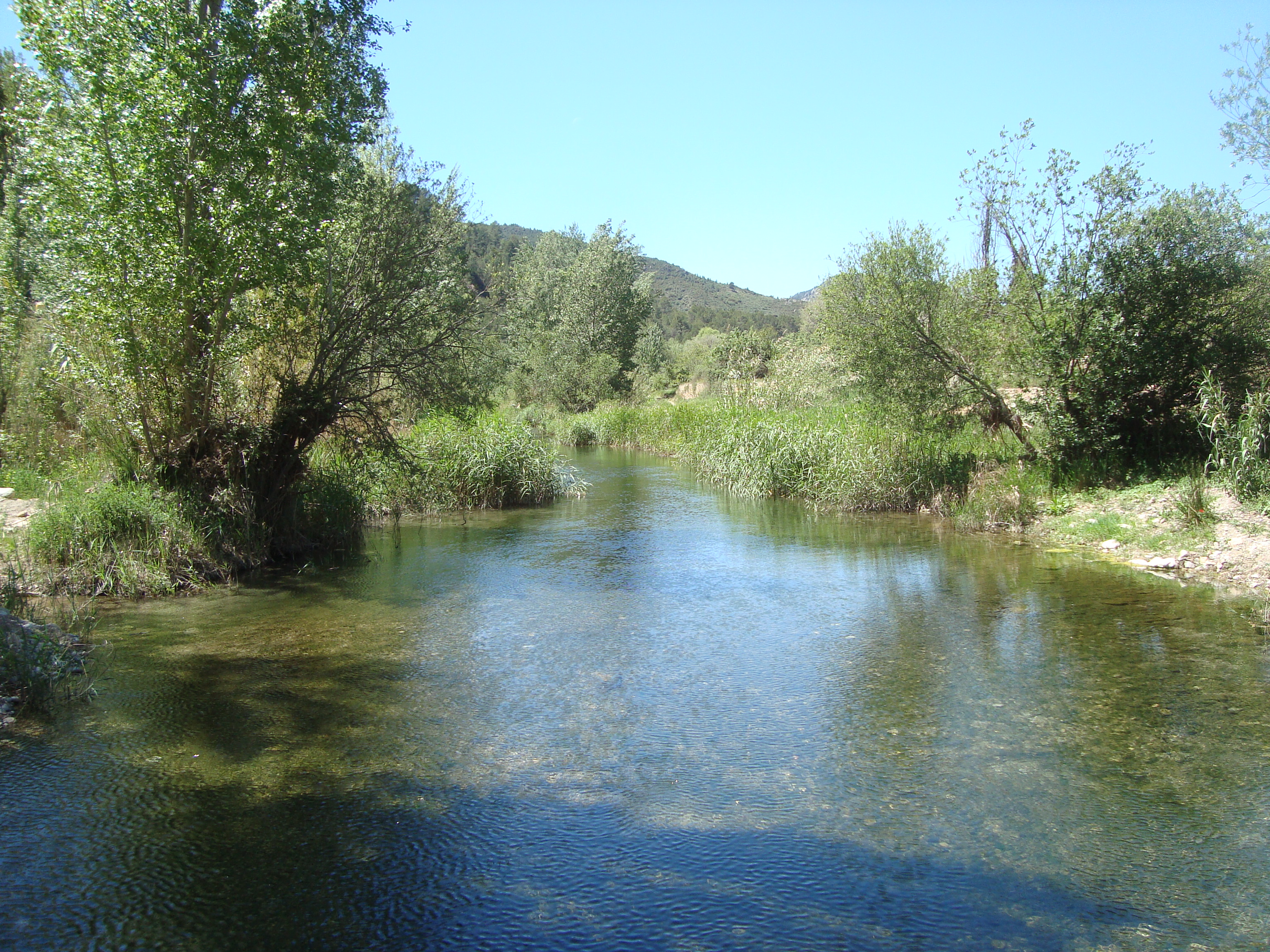
Riu Millars al seu pas per Aranyel

El Millars (en castellà, Mijares) és un riu de la conca mediterrània de la península Ibèrica que naix al Castellar l'Aragó, a la serra de Gúdar, a uns 1.600 metres d'altitud. Té 156 km de longitud, una conca de 4.028 km², i un cabal mitjà de 14,72 m³ per segon a Cirat. És de règim pluvial mediterrani, amb grans crescudes, i els seus afluents principals són el Valbona i l'Albentosa, a l'Aragó, i el riu de Vilafermosa, el riu de Llucena i la rambla de la Viuda, al País Valencià.

## Etimologia
Plini el Vell, al llibre tercer de la seva Naturalis Historia, menciona el riu Udiua, que hom ha identificat amb el Millars. No obstant això, també podria correspondre al Palància.
El riu no torna a aparèixer a les fonts escrites fins a la baixa edat mitjana, quan ja apareix amb el nom de Millars. El topònim prové del substantiu llatí mīlĭāres 'camps de mill'.

## Recorregut
En direcció nord-oest sud-est, entra al nord-oest del País Valencià per la comarca de l'Alt Millars, on hi ha el pantà d'Arenós; passa per Montanejos, Cirat, Aranyel, Toga, Torre-xiva, Vallat, Fanzara, i s'endinsa a la Plana Baixa per Ribesalbes, on hi ha el pantà del Sitjar. Després, continua pel terme d'Onda, el d'Almassora, al nord, i el de Vila-real i Borriana al sud. En el seu final, marca la frontera entre la Plana Baixa i la Plana Alta i desemboca a la Mediterrània entre Almassora i Borriana, al paratge conegut com les Goles.

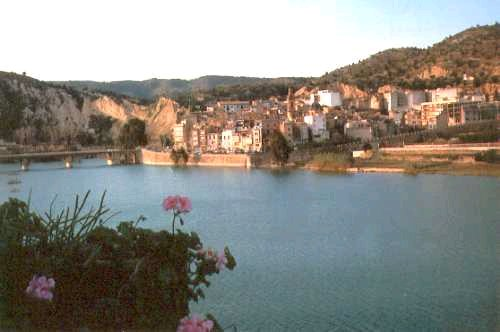
Embassament del Sitjar amb la localitat de Ribesalbes al fons

## Dades històriques
Amb l'aigua del Millars es reguen les hortes històriques de Castelló, Almassora, Vila-real, Borriana i les Alqueries. L'infant Pere, comte de Ribagorça, va dictar una sentència respecte a l'ús que havia de fer-se de les aigües del Millars després de les reclamacions fetes per les viles de Castelló i de Vila-real, davant les exigències de Borriana i d'Almassora. L'arbitri de Pere, de 1346, assenyalava que, en cas de carestia, el cabal de l'aigua del riu, tallat a l'assut de Vila-real, s'hauria de repartir en seixanta parts iguals, de les quals correspondrien dènou parts o files a Borriana, catorze i mitja a Castelló, catorze a Vila-real i dotze files i mitja per a Almassora. Amb la recent construcció de nous canals, com ara el canal cota 100 i el canal cota 220, l'aigua del Millars s'utilitza per al reg en zones més altes, com ara Onda, i allunyades, com ara Nules, Betxí i la Vilavella.

## Conca del Riu Millars al País Valencià
- Rambla d'Aiòder
- Riu Carbo
- Barranc de la Graïllera[6]
- Riu de Llucena
- Maimona[7]
- Riu de Montant
- Rambla de la Vídua[8]
  - Rambla Carbonera[9]
    - Barranc de la Gasulla[10]

  - Riu de Montlleó
- Riu de Vilafermosa